# Любена Нинова
Любена Нинова е българска поп певица и тв-водеща на вечерното токшоу „5 звезди“ (5 stars).

## Кариера
Родена е в Плевен, на 22 май 1983 г. От малка има амбиции да стане певица. На 16-годишна възраст печели първа награда в телевизионния конкурс за млади изпълнители „Хит минус едно“, а след това става и „Певица на годината“ (1999) в същото предаване. През октомври 2004 г. се записва в конкурса „Аз пея в Ку-ку бенд“ на „Шоуто на Слави“ за избор на беквокалисти на групата, спечелен от Нели Петкова и Борис Солтарийски. Петимата финалисти, сред които и Любена Нинова, са включени в организираната от Слави Трифонов и продуцентска къща „Седем-осми“ Музикална академия „Ку-ку бенд“, победител в която е Светозар Христов. Творческите успехи не спират, защото заедно с колегите си от МА „Ку-ку бенд“ Надя Казакова, Светозар Христов, Владимир Димов и Лора Владова стартират „5 stars“ на 11 април 2005 г. Предаването е в стил музикално токшоу. Петимата взимат кратки интервюта от гостите и изпълняват любимите им песни, а също така и песни от собствения си репертоар, създадени по време на МА „Ку-ку бенд“. Още първото предаване на петте звезди печели сърцата на зрителите и „5 stars“ се превръща в едно от най-гледаните предавания в страната. Петорката участва и в турнето на Слави и Ку-ку бенд същата година. По време на Ку-ку академията се раждат и песните на Любена „Аз искам да пея“, „Kiss me“, „Пясъчна душа“ (с Нели Петкова), „Родна земя“ и др. Заедно с колегите си от 5 stars създават и песните „DJ за твойто тяло“, „Хей, хей 2006“, „Слънце в очите“, „По пътя“ и др.

## Образование
Любена Нинова завършва немска филология в Софийския университет „Св. Климент Охридски“ през 2007 г., а понастоящем учи магистратура по „Международен алтернативен туризъм“ в НБУ. След края на трите сезона на предаването „5 stars“ продължава да се занимава с музика. През 2013 г. записва песента „Моята игра“ като самопродуциращ се изпълнител, чийто видеоклип се излъчва в няколко музикални телевизии.

## Кариера на озвучаваща актриса
Занимава се с дублаж на анимационни филми от 2008 г. Измежду филмите, за които е записвала вокали и диалог, са „Камбанка“, „Барби и диамантеният дворец“ и „Камбанка и спасяването на феите“.
През 2019 г. озвучава кралица Айдуна в българския дублаж на филма на Уолт Дисни Къмпани „Замръзналото кралство 2“.
Изпълнява песните във филмите „Камбанка“ 1, 2, 3 и 4, и „Аладин“.

## Активистка дейност
Нинова е изявен екоактивист и член на партия Да, България!.